# Ernst Leyden

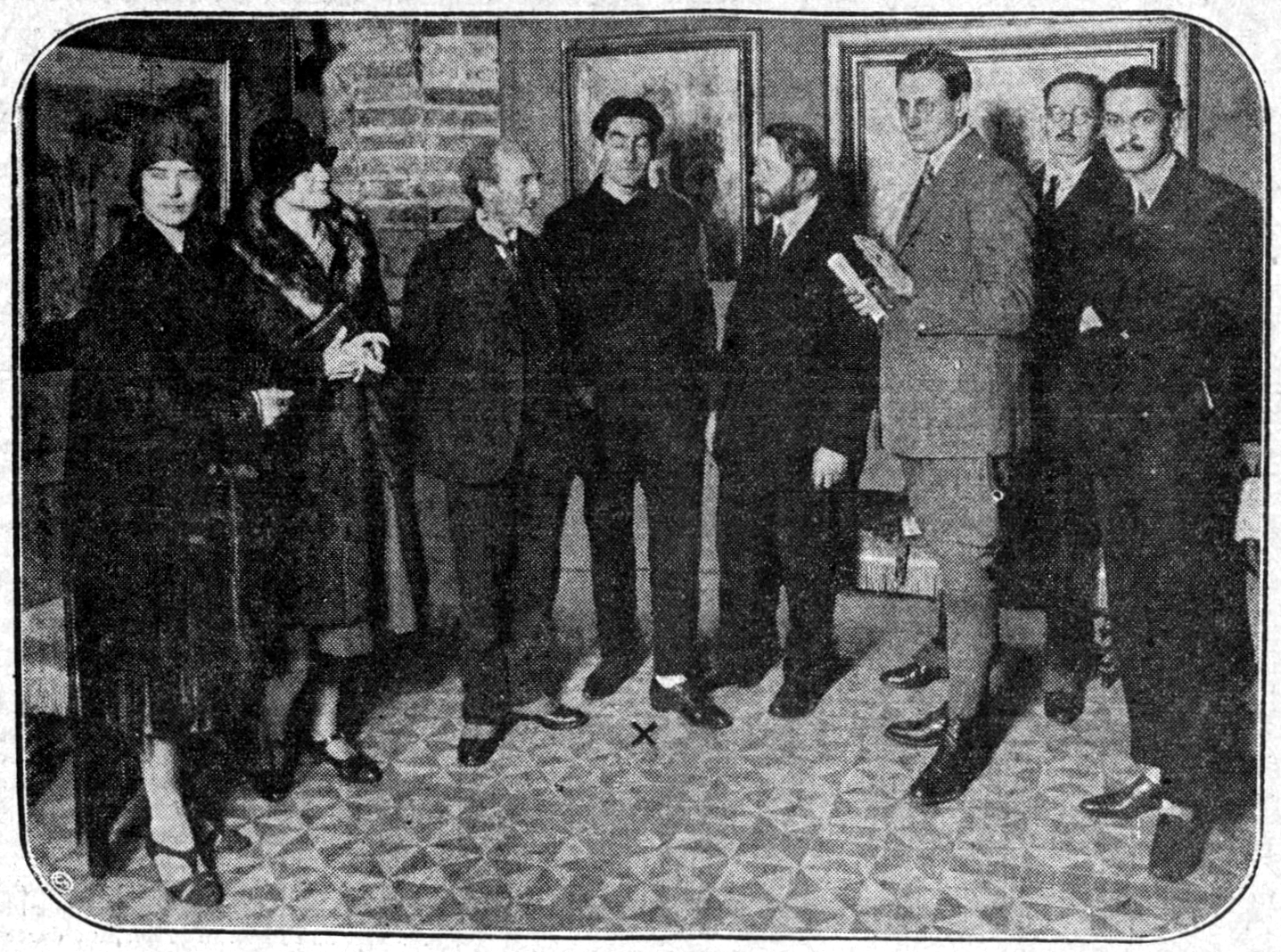
Tentoonstelling in de Haagsche Kunstkring met werk van Ernst Leyden, 1925

Oscar Moritz Ernst Leyden (Rotterdam, 16 mei 1892 – Montfort-l'Amaury, 1969), ook wel Ernst van Leyden was een Nederlandse kunstschilder.
Hij doorliep de kunstacademies van Rotterdam, Brussel, Berlijn en Londen en schilderde rond 1915 zijn eerste impressionistisch stadsgezichten, waarin invloeden van zijn kunstvriend Raoul Hynckes zichtbaar zijn. 
Leyden was een echte netwerker: hij onderhield intensieve contacten met Bart van der Leck, Piet Mondriaan en Gerrit Rietveld. In die tijd, rond 1920, werkte hij vooral in zijn atelier op Urk, dat toen nog een echt eiland was. Daar schilderde hij de vissersvloot en andere oer-Hollandse taferelen in een kubistische stijl, die lijkt op de stijl van zijn vriend Jan Sluijters. 
In 1923 kreeg hij de Koninklijke Subsidie en verhuisde hij naar Parijs, waar hij Piet Mondriaan weer ontmoette. Omdat hij Nederland te benauwend vond, besloot hij voorgoed de wereld in te trekken. Tijdens zijn zwerftochten door Europa ontmoette hij Karin Kluth, een Duitse kunstenares, met wie hij in 1932 trouwde. Samen trokken ze door Europa tot het politieke klimaat hen er in 1939 toe bracht naar Amerika te gaan. Hier ontpopte Leyden zich als artistiek wereldburger en voegde zich bij de Avant-garde. Hij raakte bevriend met kunstenaars als Salvador Dalí, Man Ray en Charlie Chaplin. In Amerika liet hij zich Van Leyden noemen.

## Werk
Diverse musea hebben werk van hem in de collectie: het Stedelijk Museum in Amsterdam, Museum Boijmans Van Beuningen in Rotterdam, het Gemeentemuseum Den Haag, Zuiderzeemuseum in Enkhuizen, maar ook Musée d’Art Moderne in Parijs, de Tate Gallery in Londen en het Guggenheim Museum in New York. Leyden reisde de halve wereld af en liet een spoor van kunstwerken achter.
In de loop van zijn artistieke leven conformeerde Leyden zich aan de behoudende smaak van de opdrachtgevers. Ook na de oorlog bleef Leyden figuratief schilderen, tot hij in 1957 naar Parijs verhuisde waar hij een nieuwe fase inging die in het teken staat van grote atmosferische en poëtische abstracte werken. Onmiskenbaar zijn daarin de invloeden zichtbaar van Picasso en Chagall. Een van zijn mooiste werken uit die periode is Time and Space, de geabstraheerde versie van het schilderij van de vissersvloot van Urk dat hij in 1923 maakte.

## Reizen
In 1960 keerden ze terug naar New York waar Leyden grote collages ging maken met Stormy Weather als een van de hoogtepunten. Na een lange wereldreis gingen ze toch weer in Frankrijk wonen. Daar ontstond een serie schilderijen gebaseerd op het zenboeddhisme.
In 1965 en 1966 maakte hij een laatste lange reis naar het Midden- en Verre Oosten, waarvan hij de impressies verwerkte in het politiek getinte collageachtige schilderij World Trip/ Real Eye-Opener. In dit werk zit onder meer een krantenknipsel verwerkt met een afbeelding van Hitler.
Leyden overleed nadat hij zich, op zoek naar de eeuwige jeugd in Zwitserland, had laten inspuiten met hormonen. Na zijn dood raakte hij in de vergetelheid.
- Bibliothèque nationale de France: cb14909350t (data)
- Biografisch Portaal: 31048545
- Gemeinsame Normdatei: 125005563
- International Standard Name Identifier: 0000 0000 4756 0110
- Library of Congress Control Number: no2002045044
- National Gallery of Victoria: 4094
- Nationale Bibliotheek van Israël: 987007515388805171
- Nederlandse Thesaurus van Auteursnamen: 261818929
- RKD-Nederlands Instituut voor Kunstgeschiedenis: 49840
- Système universitaire de documentation: 189013230
- Union List of Artist Names: 500059840
- Virtual International Authority File: 74800528
- WorldCat: E39PBJmxRKbHTJ9tBqCrgQxbh3